# Turan Dursun
Turan Dursun (n. 1934 – d. 4 septembrie 1990) a fost un imam, apoi muftiu din Turcia, devenit ulterior ateu în urma studierii istoriei religiilor monoteiste. Pe lângă activitatea sa jurnalistică, Dursun a scris numeroase cărți, in calitate de critic al religiei, fiind, din acest motiv, amenințat de numeroase ori de fundamentaliști. De asemenea a fost și producǎtor de emisiuni pentru Radio-Televiziunea Turcă.
A fost ucis în apropierea casei sale din Istanbul, iar scrierile sale, împreună cu biblioteca sa, au fost arse.